# Ocnogyna albifascia
Ocnogyna albifascia är en fjärilsart som beskrevs av Alexandre Constant 1888. Ocnogyna albifascia ingår i släktet Ocnogyna och familjen björnspinnare. Inga underarter finns listade i Catalogue of Life.